# Soft tennis
Il soft tennis è uno sport simile al tennis e di origine giapponese (infatti è anche conosciuto come tennis giapponese), tuttavia la sua federazione sportiva internazionale, la International Soft Tennis Federation, ha sede nella Corea del Sud.

## Differenze con il tennis
La differenza principale tra i due sport sta nella pallina, infatti nel soft tennis essa deve essere di gomma morbida invece che di materiale duro. Altra differenza, sempre riguardo al materiale di gioco, è nel gambo della racchetta che è più lungo di circa il 50% rispetto a quello di racchetta da tennis tradizionale, la sua lunghezza è infatti più simile a quella di una racchetta da pallacorda. Le regole e i punteggi sono i medesimi del tennis.

## Riconosciuto da SportAccord
La federazione internazionale del soft tennis, la ISTF, è tra le 87 riconosciute da SportAccord.

## Campionati mondiali
La prima edizione dei campionati mondiali di soft tennis ebbe luogo nel 1975 alle Hawaii.